# Adelfopoiese

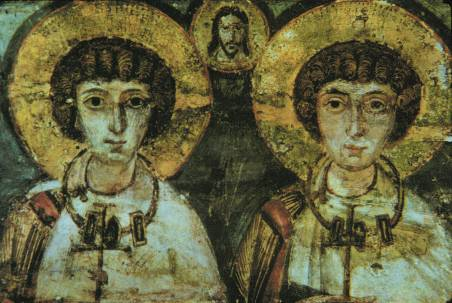
Os mártires cristãos São Sérgio e São Baco, conhecidos por sua amizade em Cristo, foram citados nas cerimônias adelfopoiesis da igreja.

Adelfopoiese ou adelfopoiesis (do grego ἀδελφοποίησις / ἀδελφοποιία (latinizados "adelfopoiesis" / "adelfopoiia"), derivado de ἀδελφός (adelphos) "irmão" e ποιέω (poieō) "eu faço", literalmente "criação de irmãos") é uma cerimônia praticada historicamente na tradição cristã para unir duas pessoas do mesmo sexo (normalmente homens) em um relacionamento reconhecido pela igreja, análogo ao irmão.
Tais cerimônias podem ser encontradas na história da Igreja Católica até o século XIV e na Igreja Ortodoxa Oriental até o início do século XX. Documentados em manuscritos bizantinos do nono ao décimo quinto século, as orações estabeleciam os participantes como "'irmãos espirituais' (pneumatikous adelphous) e continham referências a pares santificados, incluindo principalmente SS Sérgio e Baco, bem como SS Cosme e Damião, que eram famosos por sua amizade".
No final do século XX, a tradição cristã ganhou notoriedade como foco de controvérsias envolvendo defensores e opositores da legalização secular e religiosa das relações entre pessoas do mesmo sexo.

## Adelfopoiesis na tradição cristã
O estudioso polímata russo, padre e mártir Pavel Florensky ofereceu uma famosa descrição da adelfopoiesis em seu monumental livro de 1914, The Pillar and the Ground of The Truth: An Essay in Orthodox Theodicy in Twelve Letters, que incluía uma bibliografia antiga sobre o assunto. Florensky descreveu a tradicional amizade cristã, expressa na adelfopoiesis, como "uma molécula comunitária [em vez de um individualismo atomístico], um par de amigos, que é o princípio das ações aqui, assim como a família era esse tipo de molécula para a comunidade pagã", refletindo as palavras de Cristo que "onde quer que dois ou mais de vocês estejam reunidos em meu nome, aí estou eu no meio de ti." Florensky, em sua exegese teológica do rito, descreveu uma sobreposição do amor cristão agapē e philia na adelfopoiesis, mas não erōs, notando que suas cerimônias consistiam em oração, leitura escritural e ritual que envolvia participar de dons eucarísticos pré-santificados.
Visões alternativas é que esse rito foi usado de muitas maneiras, como a formação de pactos permanentes entre líderes de nações ou entre irmãos religiosos. Este foi um substituto para a "irmandade de sangue" que foi proibida pela igreja na época. Outros, como Brent Shaw, também afirmaram que esses sindicatos eram mais parecidos com "irmandade de sangue" e não tinham conotação sexual.
Ritos para "adelfopoiesis" estão contidos em manuscritos bizantinos que datam do século IX ao século XV.

## O rito de adelfopoiesis
A primeira notícia moderna que temos do rito de adelfopoiesis (em eslavo pobratimstwo) é de 1914, quando Pável Florenski cita os principais elementos da liturgia do rito:
1. os irmãos, que são colocados na igreja em frente ao púlpito, no qual está a cruz e as escrituras; o mais velho dos dois é colocado à direita, enquanto o mais novo é colocado à esquerda;
2. realizam-se orações e litanias que pedem que os dois sejam unidos em amor e sejam lembrados de exemplos de amizade na história da Igreja;
3. eles amarram os dois com um cinto, colocam as mãos nos evangelhos e cada um recebe uma vela acesa;
4. leem-se os versos da Primeira Carta aos Coríntios 12:27 a 13: 8 (discurso de São Paulo sobre o amor) e do Evangelho de João 17: 18-26 (o discurso de Jesus Cristo sobre a unidade) são lidos;
5. mais orações e litanias são lidas como indicado no ponto 2;
6. é lido o Pai Nosso;
7. os futuros irmãos recebem os dons santificados de um cálice comum;
8. eles são conduzidos ao redor do púlpito enquanto apertam as mãos e o próximo tropário é cantado: "Senhor, olha do céu e vê";
9. trocam-se beijos;
10. finalmente, os presentes cantam: "Oh, quão bom, quão doce viver todos os irmãos juntos!" (Salmos 133:1).

Uma das orações, que são recitadas durante a cerimônia, é a seguinte:

## No espaço ibérico
Verifica-se a prática no Reino da Galiza, entidade geopolítica que então englobava o condado portucalense, sendo o documento mais antigo que acredita este tipo de vínculo no espaço galego-português datado de 1061. Neste documento, estipula-se o irmanamento de Pedro Dias e Munho Vandilaz, vizinhos da paróquia de Ordes, em Rairiz de Veiga, Galiza, o que muitos consideram um vínculo matrimonial.

## "União do mesmo sexo" ou "criação de irmãos"?
O ritual ganhou a atenção popular no Ocidente, no entanto, após o falecido historiador de Yale, John Boswell, em seu livro Same-sex unions in pre-modern Europe, também publicado como The marriage of likeness, argumentou que a prática era unir duas pessoas em uma união matrimonial. Sua teoria foi contestada por outros acadêmicos especialistas na questão, notavelmente a historiadora Claudia Rapp em uma edição especial da revista acadêmica católica Traditio (vol. 52) em 1997, bem como historiador litúrgico bizantino Stefano Parenti, que identificou as origens dos problemas na análise manuscrita de Boswell. O trabalho de Boswell também foi contestado pela comunidade religiosa descende hoje mais diretamente daquela envolvida na prática original, a Igreja Ortodoxa Grega, que considerava seu trabalho como uma moderna apropriação cultural americana de sua tradição, e traduz adelfopoiesis como "confraternização", envolvendo uma amizade casta. Uma tradução semelhante do termo é "criação de irmãos".
Enquanto muitos estudiosos criticaram as descobertas de Boswell, alguns concordaram com ele, incluindo os estudiosos liberais americanos Robin Scroggs e William L. Countryman.[carece de fontes?] Boswell deu texto e tradução para várias versões da cerimônia de "confraternização" em grego, e tradução para várias versões eslavas (Bratotvorenie ou Pobratimstvo), embora Rapp e outros tenham contestado a exatidão de suas traduções. O próprio Boswell negou que a adelfopoiesis deva ser traduzida corretamente como "casamento homossexual". mas ele argumentou que "criação de irmãos" era uma tradução "anacronicamente literal" e propunha "união entre pessoas do mesmo sexo" como a interpretação preferível. A preferência de Boswell era problemática para os canonistas ortodoxos, assim como estudiosos como Rapp, que argumentavam que ela envolvia uma epistemologia e antropologia secular anacronicamente moderna, diferente do cristianismo tradicional. Boswell sugeriu um potencial paralelo às construções modernas de identidade sexual, embora os ritos para a adelfopoiesis explicitamente enfatizassem a natureza espiritual da união em termos cristãos pré-modernos.
Alguns estudos mais recentes investigaram a afirmação de Boswell ao longo de linhas etnográficas. Nik Jovčić-Sas destaca as qualidades distintamente sexuais e românticas de Pobratimstvo registradas na Sérvia dos séculos XIX e XX. Olhando para o trabalho de antropólogos e etnógrafos como Mary Edith Durham, Paul Näcke, Dinko Tomašić e Tih R. Gregorovitch Jovčić-Sas argumentam que as uniões da fraternidade não eram simplesmente uniões platônicas ou políticas, como ensinado pela Igreja Ortodoxa Sérvia.
Boswell comentou sobre a falta de qualquer equivalente no Rito Latino Ocidental da Igreja Católica Romana, mas o historiador britânico Alan Bray em seu livro The Friend, deu um texto em latim e tradução de um Rito Católico Latino da Eslovênia, intitulado Ordo ad fratres faciendum literalmente "Ordem para fazer irmãos". Allan Tulchin, "Casais do mesmo sexo criando famílias em antigo regime França: os usos do Affrèrement" no Journal of Modern History de setembro de 2007, argumentou que a cerimônia de casamento na França unia casais de pessoas do mesmo sexo em uniões vitalícias, que poderiam criar família, manter propriedades em conjunto e, em todos os aspectos, equivalentes ou a casamentos. em termos de direito e costumes sociais, como mostram os registros paroquiais. Estes não foram, no entanto, contíguos à tradição oriental anterior, e não foram descritos em termos sexuais em paralelo aos conceitos modernos de identidade sexual.
Outro historiador que defende esta tese é o galego Carlos Callón.